# Alfred Trautwein
Alfred Xaver Trautwein, genannt Ali, (* 5. November 1940 in Neu-Ulm; † 9. November 2019) war ein deutscher  Biophysiker. Er war Professor an der Universität Lübeck.

## Leben
Trautwein wuchs in Neu-Ulm auf, wo er 1961 am Kepler-Gymnasium das Abitur machte. Danach studierte er Physik an der  TU München, an der er 1967 sein Diplom erhielt und 1969 promoviert wurde. An der TU München lehrte Rudolf Mößbauer, der für die Entdeckung des nach ihm benannten Effekts gerade 1961 den Nobelpreis erhalten hatte. Nachdem Trautwein 1969 eine Konferenz von Hans Frauenfelder an der University of Illinois at Urbana-Champaign über den Mößbauer-Effekt und seine Anwendung in der Biologie besucht hatte, wurde er Assistent von Ulrich Gonser (1922–2007) am Lehrstuhl für Metallphysik der Universität Saarbrücken, wo er mit Werner Keune ein Labor für Mößbauerspektroskopie aufbaute. Er habilitierte sich dort 1973 in Physik und Quantenchemie. 1983 ging er als ordentlicher Professor nach Lübeck, wo er 2007 emeritierte. 1980 bis 2007 war er Direktor des Instituts für Physik der Universität. 1988 bis 1992 war er Dekan für Forschung, 1996 bis 2002 Vizerektor und 2002 bis 2005 Rektor der Universität Lübeck.
Trautwein befasste sich vor allem mit Anwendungen der Mößbauerspektroskopie auf das Studium von Metallkomplexen in biologischen Molekülen (wie Enzymen), aber auch in Geowissenschaften (z. B. Tiefseesedimente) und in der Festkörperphysik (z. B. magnetische Schalter, molekulare Magnete, Materialwissenschaften). Er erweiterte die Methoden der Mößbauerspektroskopie in verschiedene Richtungen unter Einbeziehung anderer spektroskopischer Verfahren, zum Beispiel in Kombination mit Synchrotronstrahlungsquellen.
Er gehörte zu den Gründern der Gesellschaft für biologische anorganische Chemie (Society for Biological Inorganic Chemistry) auf einer internationalen Konferenz, die er 1995 in Lübeck mit K. Wieghardt organisierte. Zeitweise war er Präsident der Gesellschaft. 1995 bis 2002 war er Sekretär der Deutschen Biophysikalischen Gesellschaft. Er war 1995 bis 2002 im Rat der Internationalen Gesellschaft für die Anwendungen des Mößbauereffekts (IBAME). 1999 war er einer der Organisatoren der 2. International Conference on Applications of the Mößbauer Effect in Garmisch.
Er veröffentlichte über 500 wissenschaftliche Arbeiten als Autor und Ko-Autor.
Er war mit der Gynäkologin Hiltrud Trautwein verheiratet und hatte zwei Kinder.

## Ehrungen
- Max-Planck-Forschungspreis (1993)
- Gay-Lussac-Humboldt-Preis der französischen Akademie der Wissenschaften (1999)
- Bundesverdienstkreuz am Bande (2009)
- Ehrensenator der Universität Lübeck (2017)[2]

## Schriften
- mit U. Kreibig, U. Hüttermann Physik für Mediziner, Biologen, Pharmazeuten, de Gruyter, 7. Auflage 2008 (zuerst 1977)
- mit Philipp Gütlich, Rainer Link Mössbauer Spectroscopy in Transition Metal Chemistry, Springer Verlag 1978, 2011 (Neuauflage mit Gütlich und E. Bill)